# Melvin Price Locks and Dam
Melvin Price Locks and Dam (Melvin Price Schleuse und Staustufe, auch Lock and Dam No. 26 genannt) ist die in Fließrichtung vorletzte von 29 Schleusen am oberen Mississippi und die letzte vor der Missourimündung. Das zwischen 1978 und 1989 vom United States Army Corps of Engineers errichtete Bauwerk befindet sich zwischen Alton im Madison County in Illinois und West Alton im St. Charles County in Missouri.
Das Bauwerk liegt im Metro-East genannten östlichen Teil der Metropolregion Greater St. Louis um die Stadt St. Louis im benachbarten Missouri.

## Staustufe

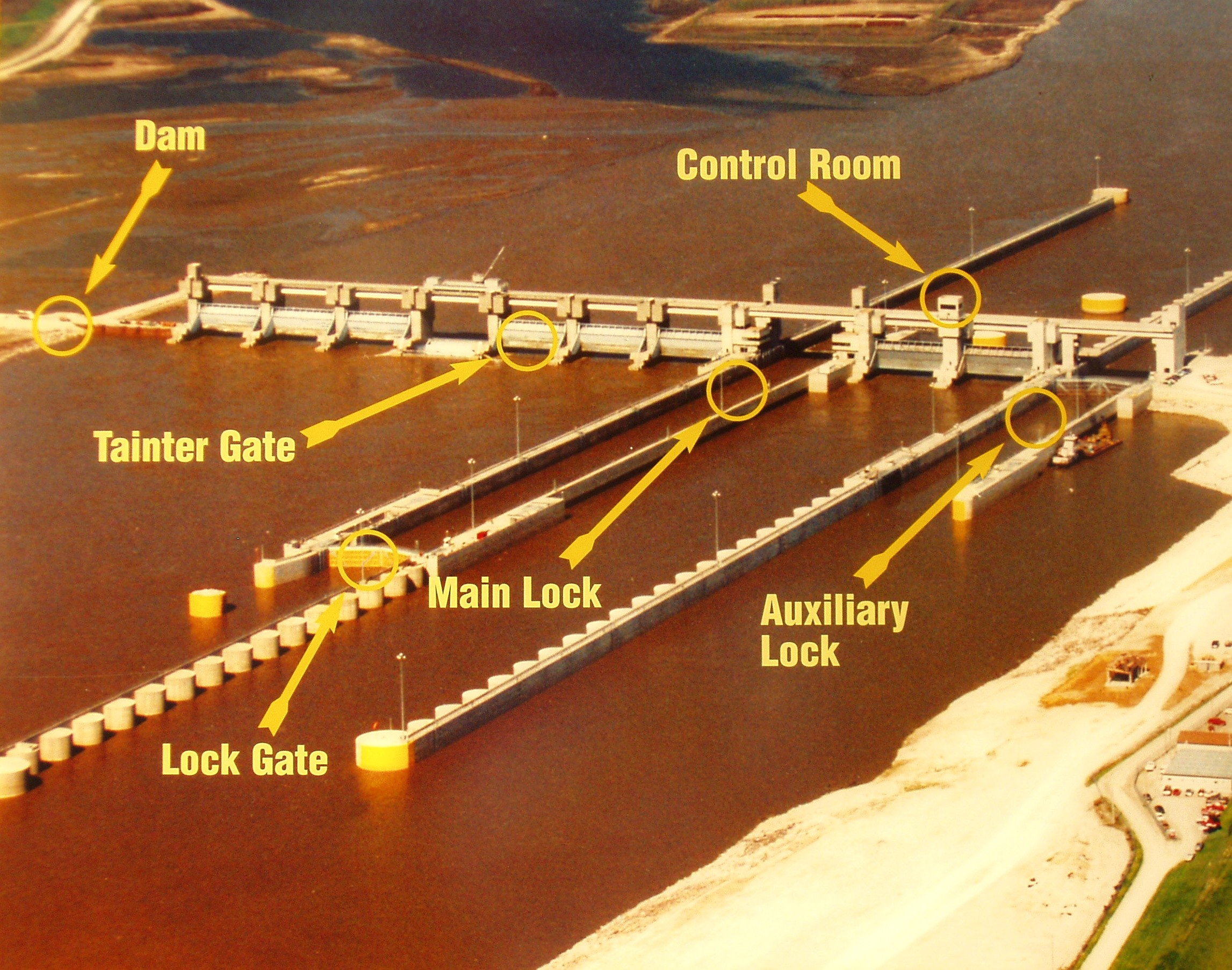
Melvin Price Locks and Dam

Zur Staustufe gehören ein 610 m langer Steindamm auf der Missouri-Seite und ein 353,6 m langer regelbaren Teil, der aus einem neunteiligen Segmentwehr besteht.
Die Stauhöhe beträgt neun Fuß (5,80 m). Der Zweck des Wehres ist nicht in erster Linie der Hochwasserschutz, sondern das Aufstauen des Mississippi für die Schifffahrt.

## Schleuse
Die Schleuse besteht aus zwei Kammern: der 365,8 m langen Hauptkammer und der 182,9 m langen zweiten Schleusenkammer. Die Breite beträgt je 33,5 m. Die Schleusenkammern liegen nicht direkt nebeneinander, sondern sind durch zwei Segmente des Wehrs voneinander getrennt.

## Geschichte

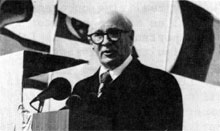
Melvin Price

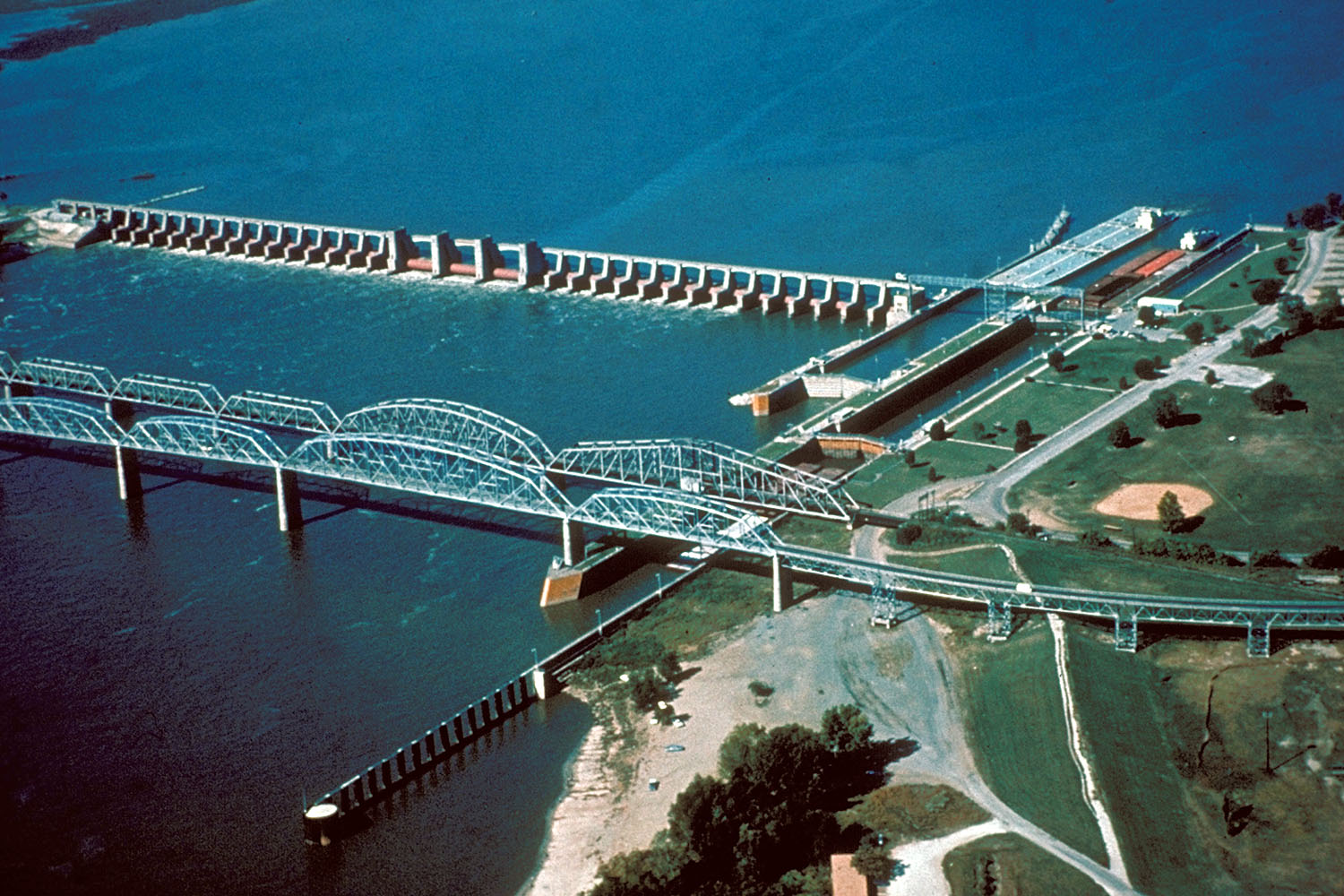
Lock and dam No. 26 (alt)

Das Bauwerk wurde nach Charles Melvin Price (1905–1988) benannt, einem langjährigen Abgeordneten des US-Repräsentantenhauses (1945–1988) aus Illinois.
Das frühere von 1938 bis 1990 existierende Strombauwerk Lock and Dam 26 befand sich etwas weiter stromaufwärts in der Nähe der ehemaligen Alton Bridge und der inzwischen ebenfalls durch eine neue Brücke ersetzten Old Clark Bridge. Das neue Stauwerk ist das erste, das ein in den 1930er Jahren im Zuge des damaligen Ausbaus auf eine Stauhöhe von 9 Fuß (2,70 m) errichtetes Bauwerk ersetzt hat.
Im National Great Rivers Museum in Alton ist die Geschichte der hier zusammentreffenden großen Ströme und deren Nutzung sowie die Geschichte des alten und neuen Stauwerks 26 dargestellt.